# Выцишкевич, Патриция
Патриция Выцишкевич (пол. Patrycja Wyciszkiewicz; род. 8 января 1994, Сьрем, Великопольское воеводство, Польша) — польская легкоатлетка, специализирующаяся в беге на 400 метров. Чемпионка Европы в помещении 2017 года в эстафете 4×400 метров. Чемпионка Польши. Участница летних Олимпийских игр 2012 и 2016 годов.

## Биография
Начала заниматься лёгкой атлетикой в школе в родном Сьреме по совету учителя физкультуры. Высокие результаты начала показывать с 16 лет, тренируясь под руководством Эдварда Мотыля, известного в Польше специалиста по подготовке бегунов на длинные дистанции. Патриция стала в его группе первой легкоатлеткой, выступающей в спринте.
После ряда побед на юношеском уровне дебютировала на международной арене сразу во взрослой команде: в 17 лет бежала в эстафете 4×400 метров на командном чемпионате Европы. Спустя год её результат на дистанции 400 метров вновь был в числе лучших в стране, в результате ей довелось выступить на Олимпийских играх в Лондоне. В эстафете 4×400 метров она в составе сборной Польши не смогла выйти в финал, показав лишь 11-е время.
Выиграла две золотые медали на юниорском чемпионате Европы 2013 года: в беге на 400 метров и в эстафете, в обоих случаях с национальными рекордами для спортсменок до 20 лет (51,56 и 3.32,63 соответственно).
Дважды стала призёром и на молодёжном чемпионате Европы в 2015 году, где финишировала третьей на 400 метров и второй в эстафете. В том же сезоне установила личный рекорд в предварительном забеге на чемпионате мира, с результатом 51,31 отобравшись в полуфинал.
В 2016 году отметилась четвёртым местом в эстафете на чемпионате Европы. На вторых в карьере Олимпийских играх в Рио-де-Жанейро дошла до полуфинала в личном виде и стала седьмой в эстафете 4×400 метров.
На чемпионате Европы в помещении 2017 года выступила в эстафете на первом этапе, где помогла команде завоевать золотые медали турнира.

## Основные результаты
| Год  | Турнир                          | Место проведения          | Дисциплина        | Место       | Результат |
| ---- | ------------------------------- | ------------------------- | ----------------- | ----------- | --------- |
| 2011 | Командный чемпионат Европы      | Стокгольм, Швеция         | эстафета 4×400 м  | 9-е         | 3.35,65   |
| 2011 | Чемпионат мира среди юношей     | Лилль, Франция            | 400 м             | 9-е (1/2)   | 53,97     |
| 2011 | Чемпионат мира среди юношей     | Лилль, Франция            | шведская эстафета | 7-е         | 2.10,35   |
| 2011 | Чемпионат Европы среди юниоров  | Таллин, Эстония           | эстафета 4×400 м  | 2-е         | 3.35,35   |
| 2012 | Чемпионат мира среди юниоров    | Барселона, Испания        | 400 м             | 11-е (1/2)  | 53,04     |
| 2012 | Чемпионат мира среди юниоров    | Барселона, Испания        | эстафета 4×400 м  | 7-е         | 3.37,90   |
| 2012 | Олимпийские игры                | Лондон, Великобритания    | эстафета 4×400 м  | 11-е (заб.) | 3.30,15   |
| 2013 | Командный чемпионат Европы      | Гейтсхед, Великобритания  | эстафета 4×400 м  | 5-е         | 3.31,35   |
| 2013 | Чемпионат Европы среди юниоров  | Риети, Италия             | 400 м             | 1-е         | 51,56     |
| 2013 | Чемпионат Европы среди юниоров  | Риети, Италия             | эстафета 4×400 м  | 1-е         | 3.32,63   |
| 2013 | Чемпионат мира                  | Москва, Россия            | эстафета 4×400 м  | 9-е (заб.)  | 3.29,75   |
| 2014 | Чемпионат мира в помещении      | Сопот, Польша             | эстафета 4×400 м  | 4-е         | 3.29,89   |
| 2014 | Чемпионат мира по эстафетам     | Нассау, Багамские Острова | эстафета 4×400 м  | 5-е         | 3.27,37   |
| 2014 | Командный чемпионат Европы      | Брауншвейг, Германия      | эстафета 4×400 м  | 5-е         | 3.29,02   |
| 2014 | Чемпионат Европы                | Цюрих, Швейцария          | 400 м             | 17-е (заб.) | 52,73     |
| 2014 | Чемпионат Европы                | Цюрих, Швейцария          | эстафета 4×400 м  | 5-е         | 3.25,73   |
| 2015 | Командный чемпионат Европы      | Чебоксары, Россия         | эстафета 4×400 м  | 7-е         | 3.30,18   |
| 2015 | Чемпионат Европы среди молодёжи | Таллин, Эстония           | 400 м             | 3-е         | 51,63     |
| 2015 | Чемпионат Европы среди молодёжи | Таллин, Эстония           | эстафета 4×400 м  | 2-е         | 3.30,24   |
| 2015 | Чемпионат мира                  | Пекин, Китай              | 400 м             | 21-е (1/2)  | 51,94     |
| 2015 | Чемпионат мира                  | Пекин, Китай              | эстафета 4×400 м  | 15-е (заб.) | 3.32,83   |
| 2016 | Чемпионат Европы                | Амстердам, Нидерланды     | 400 м             | 18-е (1/2)  | 52,92     |
| 2016 | Чемпионат Европы                | Амстердам, Нидерланды     | эстафета 4×400 м  | 4-е         | 3.27,60   |
| 2016 | Олимпийские игры                | Рио-де-Жанейро, Бразилия  | 400 м             | 22-е (1/2)  | 52,51     |
| 2016 | Олимпийские игры                | Рио-де-Жанейро, Бразилия  | эстафета 4×400 м  | 7-е         | 3.27,28   |
| 2017 | Чемпионат Европы в помещении    | Белград, Сербия           | эстафета 4×400 м  | 1-е         | 3.29,94   |